# 諾基亞Asha 210
諾基亞Asha 210是諾基亞生產的直立式功能手機，2013年4月24日發布。

## 規格
| 類型     | 功能手機                                                               |
| 手機規格 | 直立式                                                                 |
| 尺寸     | 高度：99.5（3.92英寸）；寬度：58.6（2.31英寸）；厚度：13.2（0.52英寸） |
| 重量     | 89.3克（3.15盎司）                                                     |
| 操作系统 | Series 40（Nokia OS）                                                  |
| 電池     | 1020 mAh                                                               |
| 顯示器   | 2.8英寸（71）                                                          |

## 外部連結
- （英文）諾基亞Asha 210——全球

Template:Nokia asha series